# Hiiu (przystanek kolejowy)
Hiiu (est.: Hiiu raudteepeatus) – przystanek kolejowy w Tallinnie, w prowincji Harjumaa, w Estonii, w dzielnicy Hiiu. Znajduje się na szerokotorowej linii Tallinn – Keila 9 km od dworca kolejowego w Tallinnie. Obsługiwany jest przez pociągi elektryczne Eesti Liinirongid.

## Linie kolejowe
- Tallinn – Keila